# Zamarada geitaina
Zamarada geitaina är en fjärilsart som beskrevs av Fletcher 1974. Zamarada geitaina ingår i släktet Zamarada och familjen mätare. Inga underarter finns listade i Catalogue of Life.